# Sebastian Uznański
Sebastian Uznański (ur. w 1977 w Krakowie) − polski autor fantastyki.

## Życiorys
Absolwent psychologii na Uniwersytecie Jagiellońskim. Zadebiutował w 2002 roku opowiadaniem Nie kupujcie lalek Barbie w miesięczniku Science Fiction. W trakcie swojej kariery publikował w takich czasopismach, jak: „NF”, „Fantastyka WS”, „Czas Fantastyki”, „Science Fiction”, „Magazyn Fantastyczny”, „Ubik”, „Fantasy”, czy „Doza”.

## Twórczość[3]

### Powieści
- Żałując za jutro Wydawnictwo Dolnośląskie 2006 (Seria Behemot)
- Księga, która wyjada oczy – Science fiction fantasy i horror (24)2007
- Herrenvolk – Fox Publishing 2011
- Czas jest zabawką Boga – Wydawnictwo Literackie i Naukowe Radwan 2011
- Senne Pałace tom 1 Dom snów 2012
- Senne Pałace tom 2 Dom snów 2014
- Księżniczka z księżycowego zamku Bookrage 2016
- Sznurki Dom Horroru 2018

### Opowiadania (wybór)
- Nie kupujcie lalek Barbie Science Fiction (15)2002
- Pieśń kobiet Fantasy sierpień  2002
- Życzenie śmierci Nowa Fantastyka (9)2002
- Dziewczynka i Bobołaki Science Fiction (19)2002
- Pomagacze Science Fiction (23)2003
- Zagubiona dusza w: Młode wilki polskiej fantastyki, tom Mistrzowie Fantasy „Żółta seria” D. W. ARES 2003
- Cerebro i elfka Science fiction (31)2003
- Szkoła Ubik (3)2003
- Gra Science fiction (35)2004
- Planszowce Nowa Fantastyka (4)2004
- Ciernie Ubik (5)2004
- Ważniejsza sterowna w: Wizje alternatywne 5 Solaris 2004
- Gambit genów Magazyn Fantastyczny (2)2004
- Mesjanka Czas fantastyki (1)2004
- Serce trolla Magazyn Fantastyczny (3)2004
- Czas utraconych chwil Science fiction (46)2005
- Rewenant Magazyn fantastyczny (4)2005
- Świt czarnego słońca Science fiction (48)2005
- Wczorajszy deszcz Magazyn Fantastyczny (6)2005 wyd. II „The Best MF” cz. 1 Wyd. Roberta Zaręby 2015
- Neuronomicum Nowa Fantastyka (3)2006
- Miasteczko Magazyn fantastyczny 1(7)2006 wyd. II „The Best MF” cz. 2 Wyd. Roberta Zaręby 2015
- Pani Igieł Science fiction, fantasy i horror (07)2006
- Matka gromów w: „Tempus Fugit” tom 1 wyd. Fabryka Słów 2006
- Lodowe łzy Science fiction fantasy i horror (19)2007
- Człowiek bez mózgu SFFH (33) 2008
- Anielskie dziecko Fantastyka – wydanie specjalne 1/2010
- Więzień upadłego ducha Magazyn Fantastyczny (17) 2010 wyd.II „The Best MF” cz. 3 Wyd. Roberta Zaręby 2015
- Dimagus SFFH (54) 2010
- Zabójcze mózgi atakują! w: „Przedświt” Papierowy motyl 2010
- Dotyk Doza 2/2010
- Z ciemności i ognia w:  „Dziedzictwo gwiazd” Związek Literatów Polskich Łódź 2012
- Nawet cienie będą szeptać Nowa Fantastyka (10)2014
- Druga strona lasu Fantastyka – wydanie specjalne (4)2015
- Pieśń dla kamienia Fantastyka – wydanie specjalne (2)2016
- Ostatni wśród golemów w: „Ostatni dzień pary 2” wyd. Historia Vita 2017
- Najpiękniejsze anioły tańczą w piekle Fantastyka – wydanie specjalne (2)2017
- Basic Death Magic Nowa Fantastyka (6)2021

### Publicystyka i krytyka
- Matrix reaktywacja – niespełniony mit? – Ubik 2/2003
- Gdyby Freud spotkał Tolkiena – Nowa Fantastyka 2/2004
- Fantasy jako współczesny mit – Ubik 5/2004 wyd. II „Smokopolitan” 1/2015
- Aż strach się bać… – Ubik 6/2004
- W krainie czarów – Ubik 7/2004
- Psycholog na wyspach – Fenix 3/2018